# 탄환열차
탄환열차(일본어: 弾丸列車 단간렛샤[*])는 1939년(쇼와 14년) 일본 제국에서 계획된 신개념 열차다. 세계 최초의 초특급 고속철도 신칸센과 직접적으로 계승되지 않았지만 개념적으로 그 원형이라고 할 수 있다.
1932년(쇼와 7년) 무렵부터 일본에서 한반도 및 중국 대륙으로 향하는 수송수요는 해마다 급증했다. 그 전 해인 1931년에는 관동군이 만주사변을 일으켰고, 1932년에 만주국이 수립된 이유가 컸다. 도쿄와 오사카에서 만주로 향하는 가장 빠른 경로는 도카이도 본선 및 산요 본선으로 시모노세키까지 가서 부관연락선으로 현해탄을 건너 조선의 부산에 상륙한 뒤 조선총독부철도(조철)과 남만주철도(만철)을 경유하는 루트였다. 그런데 이 당시 도카이도 및 산요 본선은 이미 중요 간선으로서 수송력이 핍박한 상태였다. 이 두 간선의 총연장은 당시 국철선(성철)의 7%에 불과했지만 수송량은  전체의 30%였다. 게다가 1937년(쇼와 12년) 7월 7일 노구교 사건이 발생, 중일전쟁이 발발하면서 더이상은 수송량 증가에 대처할 수 없게 되었다.
그래서 1938년 12월 2일, 당시 내지 국철을 운영하던 철도성 내부에 철도간선조사분과회(鉄道幹線調査分科会)가 설립되어 양대 간선의 수송능력 강화에 관한 조사연구가 시작되었다. 이듬해인 1939년 7월 12일에는 철도간선조사위원회(鉄道幹線調査会)가 칙령으로써 설립, 수송능력 확대를 위한 방안이 구체적으로 검토되기 시작했다. 11월에 내려진 결론은 이 구간에 다른 고규격(기존의 협궤가 아닌) 철도를 까는 것이 필요하다는 것이었다. 철도성에서는 광궤를 사용하는 간선이라는 의미에서 광궤간선(広軌幹線)이라고 이 계획을 불렀지만, 신문 등 세간 일반에서는 탄환처럼 빠른 열차라는 의미로 탄환열차(弾丸列車)라는 말을 사용하게 되었다. 새로운 간선철도라는 의미에서 신간선(新幹線)이라는 단어도 공식 자료상에서 사용되었다. 협궤를 대체하려는 것은 수송량의 문제도 있었지만 또한 대륙철도인 만철과 선철이 표준궤를 채용하고 있었기 때문이다.
1940년(쇼와 15년) 9월, 철도성은 「도쿄-시모노세키간 신간선건설기준」(東京・下関間新幹線建設基準)을 제정했고, 같은 해 제국의회에서 「광궤간선철도계획」(広軌幹線鉄道計画)을 승인, 1954년(쇼와 29년)까지 개통시키는 것을 목표로 하는 15개년 계획을 세웠다. 배당된 예산은 5억 5600만 엔이었다. 이 예산으로 용지매수와 공사가 시작되었다. 미래에는 쓰시마 해협에 해저터널을 뚫고 한반도를 거쳐 만주국 수도 신경(현 장춘)과 중국의 북경까지 직통열차를 달리려는 구상도 있었다. 태평양 전쟁 때 일본군이 싱가포르를 획득하자 거기까지 연장하려는 기획도 있었다고 알려져 있다. 소위 대동아 종관철도라는 것이다. 그러나 전황이 악화됨에 따라 1943년(쇼와 18년) 신간선 공사는 중단되었다.
종전 직후인 1946년(쇼와 21년) 6월 외국 자본을 도입해 민간 주도로 가칭 일본철도주식회사(日本鉄道株式会社, 메이지 시대의 일본철도와는 무관)를 만들어 신간선 계획을 재실현하려는 시도도 있었다. 이 계획은 도쿄에서 후쿠오카 사이에 표준궤 신간선을 부설, 도쿄-오사카 간을 4시간, 도쿄-후쿠오카 간을 10시간으로 연결하는 것을 목표로 했다. 그러나 일본의 주요 간선은 철도국유법에 의해 국가가 운영하는 것이 정해져 있었고, 부흥예산과 자재가 국철에 우선적으로 투여되는 것으로 되었기 때문에 무산되었다.

## 전전 신간선 탄환열차 계획의 개요
- 도쿄-시모노세키 간 984.4 킬로미터에 재래선과 다른 복선철도의 새 선로를 부설(계획 수립 당시 재래선 총연장이 1097.1 킬로미터).
- 현재선과 반드시 병행하지 않고, 가능한 한 직선노선을 취한다.
- 장거리 고속열차를 집중운행한다.
  - 여객열차는 도쿄-오사카 간을 4.5시간, 도쿄-시모노세키 간을 9시간에 연결하는 것을 목표로 한다[1](재래선으로 도쿄-오사카는 가장 빠른 것이 8시간, 도쿄-시모노세키 간은 18.5시간이 걸렸다).
  - 도쿄-오사카 간은 편도 42편, 오사카-시모노세키 간은 31편의 여객열차를 설정한다.
  - 화물열차는 도쿄-오사카간 12편, 오사카-시모노세키간 10편을 설정한다.
- 최고 속도는 시속 200 킬로미터로 한다(전기화 구간 기준. 증기기관차 구간에서는 시속 150 킬로미터. 당시 재래선 최고속도는 시속 95 킬로미터. 전후 신간선은 시속 210 킬로미터).
- 여객역은 18개소로 한정한다.
  - 해당 역은 다음과 같다. 도쿄, 요코하마, 오다와라, 아타미, 누마즈, 시즈오카, 하마마츠, 도요하시, 나고야, 교토, 오사카, 고베, 히메지, 오카야마, 오노미치, 히로시마, 도쿠야마, 오고리, 시모노세키.[1]
  - 또한 화물열차 조차장은 신츠루미, 하마마츠, 나고야, 스이타, 오카야마, 히로시마, 하타부에 둔다.[1]
  - 오노미치역 대신 후쿠야마역을 설치하는 방안과 누마즈역 대신 미시마역을 설치하는 방안도 있었다. 또한 가장 빠른 열차의 정차역은 도쿄, 요코하마, 시즈오카, 나고야, 교토, 오사카, 고베, 히메지, 오카야마, 히로시마, 시모노세키 11개소이며 장래적으로는 도쿄, 나고야, 오사카, 히로시마, 시모노세키 5역에만 정차하는 초특급열차를 운전할 구상이 있었다.
- 궤간은 선철 및 만철과 같은 1435 밀리미터 표준궤로 한다.
- 전기화 구간은 도쿄-시즈오카 간 및 나고야-히메지 간으로 한다.[1]
- 전기 방식은 직류 3000 볼트로 한다(전후 신간선은 교류 25,000 볼트).
- 간선도로와는 입체교차하고, 그 외의 도로도 가능한 한 입체교차한다.
- 신호의 견통거리는 길게 취한다(전후 신간선은 자동열차제어장치를 채용해 신호등을 설치하지 않기로 했지만, 이 계획 때에도 차내신호 방식은 검토되고 있었다).
- 부분개통을 전제로 당분간 표준궤 기반 협궤철도를 부설하고 전 노선 개통시 표준궤로 개궤한다.
- 최대경사는 오르막 10 퍼밀, 내리막 12 퍼밀로 한다.[1]
- 차체한계는 높이 4800 밀리미터, 폭 3400 밀리미터, 길이 25 밀리미터[1](전후 신간선은 4500, 3400, 25).
- 건축한계는 높이 5150 밀리미터, 폭 4400 밀리미터(전후 신간선은 5700, 5500).
- 최소곡선반경 2500 미터[1](전후 도카이도 신간선은 2500 미터, 이후 신간선은 4000 미터).
- 궤도중심간격 4200 밀리미터(전후 도카이도 신간선은 4200 밀리미터, 이후 신간선은 4300 밀리미터).[2]
- 사용하는 레일은 60 킬로그램 이상(전후 도카이도 신간선은 53.54 킬로그램, 이후 신간선은 60.8 킬로그램)
- 밸러스트 궤도의 도상두께는 300 밀리미터(전후 도카이도 신간선은 300 밀리미터, 이후 신간선은 슬래브 궤도화).
- 시공기면 폭은 10.2 미터 이상(전후 도카이도 신간선은 10.7 미터, 산요 신간선 오카야마 이동은 11.6 미터, 이서는 11.4 미터)

### 전후 신간선과의 차이
우선 기관차 견인방식이다. 동력분산방식 등 전차 운전 방안도 있었지만, 당시 풍조에서 기관차 견인식(동력집중방식)이 되었다. 그리고 시즈오카-나고야 간과 히메지 이서 구간은 전기기관차가 아닌 증기기관차로 견인했다. 육군이 유사시 변전소 등 송전시설이 공격되면 운행이 불가능해질 것을 이유료 들어 비전기화를 주장했기 때문이다. 그리고 화물열차 운행을 예정하여 여객역과 별도로 화물역을 마련할 예정이었다. 하지만 전후 신간선에서는 첫 신간선인 도카이도 신간선 때부터 화물열차 운행방안이 있었으나 현실화되지 못했고 현재까지 현실화하지 못하고 있다.